# Justice chez les zapatistes
Au sein des territoires zapatistes, la justice consiste à gérer collectivement les litiges en s'orientant sur les valeurs de liberté et de démocratie. Les gens s'évertuent généralement à jouer un rôle de médiateur dans les différends entre leurs voisins, et sinon les comités auto-organisés locaux peuvent être saisis en tant que juridictions.

## Histoire
Le mouvement zapatiste s'est notamment formé en opposition aux réformes agraires de 1992, par lesquelles le gouvernement souhaitait démanteler les ejidos. Les accords de San Andrés prévoyaient la reconnaissance des juridictions autonomes zapatistes.

## Bases
Les modes d'organisation politique au sein du mouvement zapatiste sont fortement marqués par le principe du mandar obedeciendo (commander en obéissant)  conformément à la devise fréquemment affichée à l'entrée des communes zapatistes : El pueblo manda y el Gobierno obedece (es). Ainsi, les principales valeurs qui sont revendiquées de manière normative en pays zapatiste sont la démocratie, la liberté et la justice. Bien que la justice pratiquée parmi les communautés zapatistes s'apparente par plusieurs aspects aux idées de la justice réparatrice, Ronnie Lippens souligne que leur révolution a toujours explicitement déclaré ne proposer aucune idéologie ni modèle à reproduire, promouvant plutôt l'auto-détermination.

## Organisation
Les structures mises en place pour faire vivre ces principes sont jusqu'à la réorganisation de 2023 les Juntas de Bien Gobierno (conseils de bon gouvernement) au sein des municipalités autonomes rebelles zapatistes.
Dans les communautés, les problèmes sont d'abord pris en charge par les gens eux-mêmes, en tentant de faire de la médiation, particulièrement avec l'aide des gens les plus anciens localement. Sinon, le premier niveau de juridiction est celui des conseils des Juntas de Buen Gobierno, puis, en cas de désaccord persistant, l'affaire en renvoyée en deuxième instance aux Comisiónes de honor y justicia de chaque municipalité. Dans de rares cas, les litiges vont jusqu'au conseil du Caracol.

## Fonctionnement
Les manières dont ces conseils autonomes gèrent les litiges varient de lieu en lieu, car la diversité est considérée comme une bonne chose voire un atout par les zapatistes. Les conceptions de la justice peuvent ainsi être proches de celles des (autres) communautés tzeltal chiapanèques: les conseils zapatistes jouent souvent un rôle de médiateurs semblable à celui des jMeltsa’anwanejetik tzeltal,.
Quand quelqu'un est reconnu fautif, cela l'oblige généralement à accomplir un travail d'intérêt général.

## Droit comparé
Les zapatistes conçoivent leur manière de rendre la justice comme opposée à la justice punitive pratiquée par les institutions européennes. Selon María Luisa Soriano González, les conceptions zapatistes de la justice seraient apparentés à celles d'auteurs de certains pans de théorie du droit en Europe – François Gény, Hermann Kantorowicz, Eugen Ehrlich).
Selon Mariana Mora, les pratiques zapatistes de justice subvertissent les conceptions judiciaires dominantes héritées du colonialisme espagnol au Mexique. La justice chez les zapatistes a été comparée à la justice au Rojava.